# Sven Frotscher
Sven Frotscher (* 1961) ist ein deutscher Autor.

## Leben und Wirken
Nach dem Schulbesuch studierte Frotscher an der Martin-Luther-Universität Halle-Wittenberg Orientarchäologie und Kunstgeschichte. Außerdem studierte er Diplomatie an der Universität Bonn. Er war u. a. als Dozent an der Hochschule für Kunst und Design in der Burg Giebichenstein und in verschiedenen Institutionen im In- und Ausland tätig.

## Publikationen
- Die Stiftskirche zu Frose. (Große Baudenkmäler, 475), München, 1993.
- Burg Falkenstein und Schloss Meisdorf. Edition Leipzig, Leipzig, 1995.
- 5000 znak°u a symbol°u světa : podrobný výklad s barevnými ilustracemi. Praha, 2008.
- Was Symbole erzählen. Leipzig, 2010.
- Das stählerne Herz von Halle. Linder/Waggonbau Ammendorf/MSG, Bd. 1: 1823–1945, mdv, Halle (Saale), 2014.
- Das stählerne Herz von Halle. Linder/Waggonbau Ammendorf/MSG, Bd. 2: 1945–1954, mdv, Halle (Saale), 2016.
- Das stählerne Herz von Halle. Linder/Waggonbau Ammendorf/MSG, Bd. 3: 1955–1961, mdv, Halle (Saale), 2016.
- Das stählerne Herz von Halle. Linder/Waggonbau Ammendorf/MSG, Bd. 4: 1962–1968, mdv, Halle (Saale), [2017].
- Das stählerne Herz von Halle. Linder/Waggonbau Ammendorf/MSG, Bd. 5: 1969–1976, mdv, Halle (Saale), [2018].
- Das stählerne Herz von Halle. Linder/Waggonbau Ammendorf/MSG, Bd. 6: 1977–1981, mdv, Halle (Saale), [2019].
- Das stählerne Herz von Halle. Linder/Waggonbau Ammendorf/MSG, Bd. 7: 1982–1986, mdv, Halle (Saale), [2020].
- Das stählerne Herz von Halle. Linder/Waggonbau Ammendorf/MSG, Bd. 8: 1987–1990, mdv, Halle (Saale), [2021].